# Würzburger Straße 2 (Bad Kissingen)

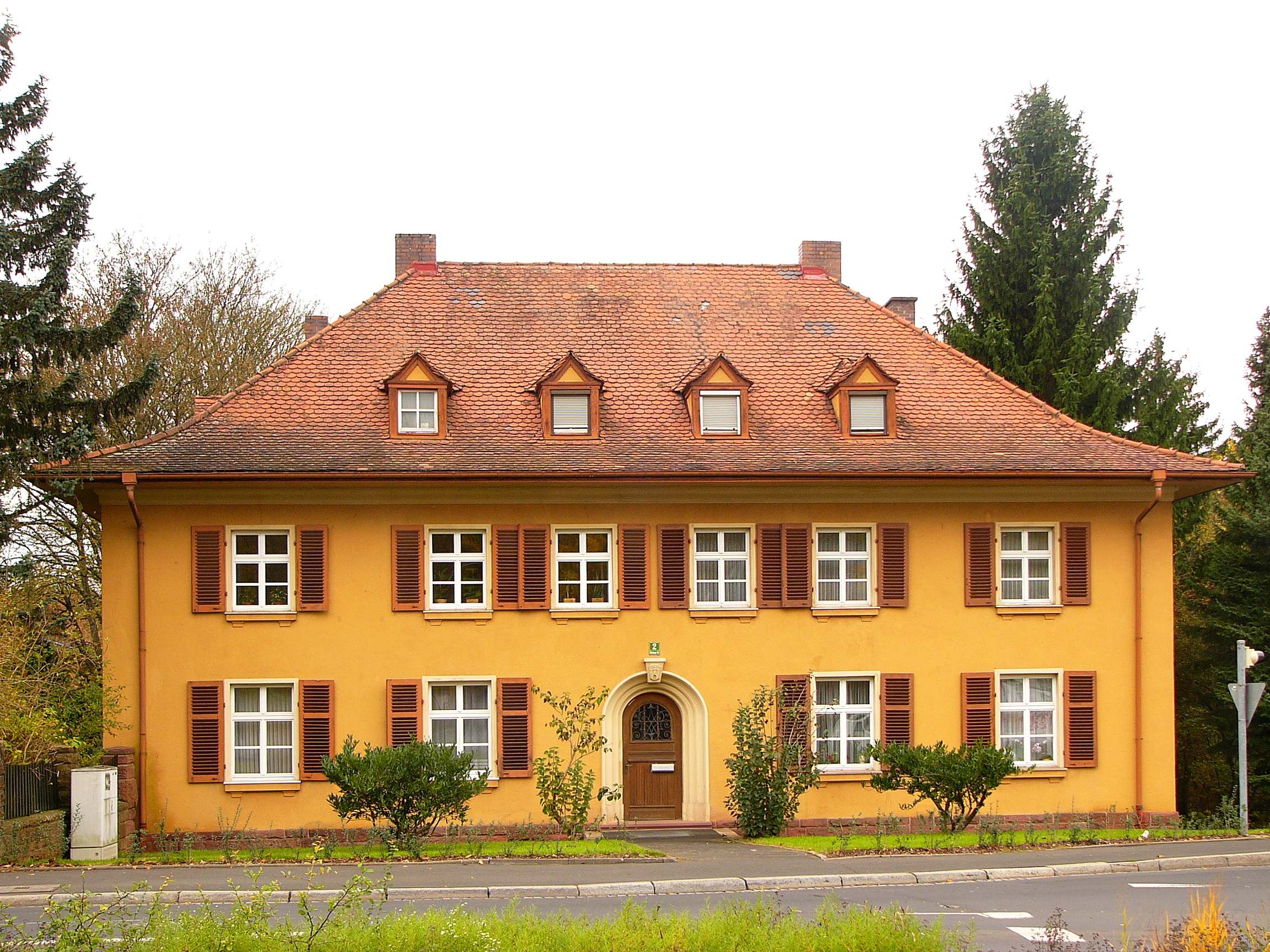
Würzburger Straße 2 in Bad Kissingen

Das ehemals zum örtlichen Schlachthof gehörende Wohngebäude Würzburger Straße 2 in Bad Kissingen, der Großen Kreisstadt des unterfränkischen Landkreises Bad Kissingen, gehört zu den Bad Kissinger Baudenkmälern und ist unter der Nummer D-6-72-114-115 in der Bayerischen Denkmalliste registriert.

## Geschichte
Das Wohnhaus, das sein Pendant im ebenfalls früher zum Schlachthof gehörenden Wohnhaus Würzburger Straße 6 hat, entstand in den Jahren 1923–1924. Die traditionalistische Tendenz des Gebäudes, die sich in dem ausladenden, geknickten Walmdach äußert, wurde der modernen Ästhetik der Entstehungszeit des Hauses angepasst. Beide Wohngebäude sind links und rechts des Schlachthofs angeordnet, wodurch eine übergeordnete Symmetrie entsteht.
Im Unterschied zum Haus Nr. 6 verfügt das Haus Nr. 2 über einen westlichen Treppenturm.